# Jan Błachowicz
Jan Maciej Błachowicz (ur. 24 lutego 1983 w Cieszynie) – polski zawodnik mieszanych sztuk walki (MMA) wagi półciężkiej, także utytułowany grappler i zawodnik boksu tajskiego. W latach 2011–2014 międzynarodowy mistrz Konfrontacji Sztuk Walki (KSW) w wadze półciężkiej. Od 2014 roku związany z Ultimate Fighting Championship (UFC). Od 27 września 2020 do 30 października 2021 mistrz UFC w wadze półciężkiej. Jest drugim po Joannie Jędrzejczyk polskim mistrzem w historii UFC, a zarazem pierwszym polskim mężczyzną, który się nim stał.

## Wczesne życie
Dorastając w Cieszynie, pod wpływem filmów akcji Błachowicz zaczął trenować sztuki walki – początkowo judo – w wieku dziewięciu lat. Później trenował boks. W międzyczasie wraz z kolegami jeździł na treningi brazylijskiego jiu-jitsu do Rybnika. Ukończył technikum budowlane.

## Kariera w MMA

### Początki i KSW

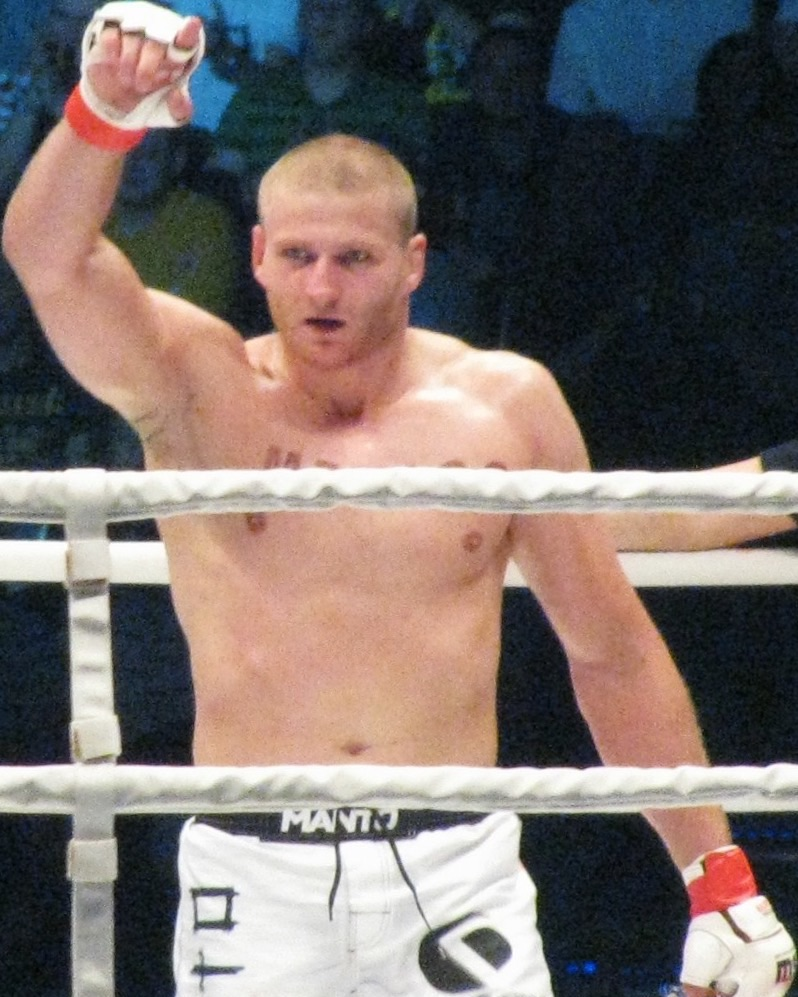
Jan Błachowicz podczas gali KSW 16 (maj 2011)

W zawodowym MMA zadebiutował w lutym 2007 roku. Niecałe siedem miesięcy później wygrał turniej KSW Eliminacje we Wrocławiu, dzięki czemu związał się z KSW, największą polską organizacją mieszanych sztuk walki.
W maju 2008 roku na gali KSW 9 wygrał 8-osobowy turniej, pokonując m.in. Antoniego Chmielewskiego.
W kolejnych dwóch walkach pokonał przez poddanie Christiana M’Pumbu i Maro Peraka – czołowych europejskich zawodników wagi półciężkiej.
W 2009 roku wyjechał do USA, aby trenować w San Diego u boku Tomasza Drwala. Podczas jednego ze sparingów doznał ciężkiej kontuzji kolana, wymagającej operacji więzadeł krzyżowych, co spowodowało półtoraroczną przerwę w startach.
Na ring powrócił w maju 2010 roku, gdy wystartował w turnieju wagi półciężkiej na gali KSW 13: Kumite w Katowicach. W ćwierćfinale znokautował Brazylijczyka Julio Brutusa, a w półfinale zmusił do poddania Wojciecha Orłowskiego, dusząc go zza pleców. W rozegranym 18 września w Łodzi finale turnieju na KSW 14: Dzień Sądu zmierzył się z Danielem Taberą. Pokonał go przez techniczny nokaut (poddanie przez narożnik) ciosami pięściami w parterze.
19 marca 2011 roku przegrał podczas KSW 15: Współcześni Gladiatorzy z Rameau Thierry Sokoudjou, gdy nie wyszedł do trzeciej rundy z powodu obrażeń nogi doznanych na skutek niskich kopnięć zadawanych przez Kameruńczyka. Stawką walki było międzynarodowe mistrzostwo KSW w wadze półciężkiej.

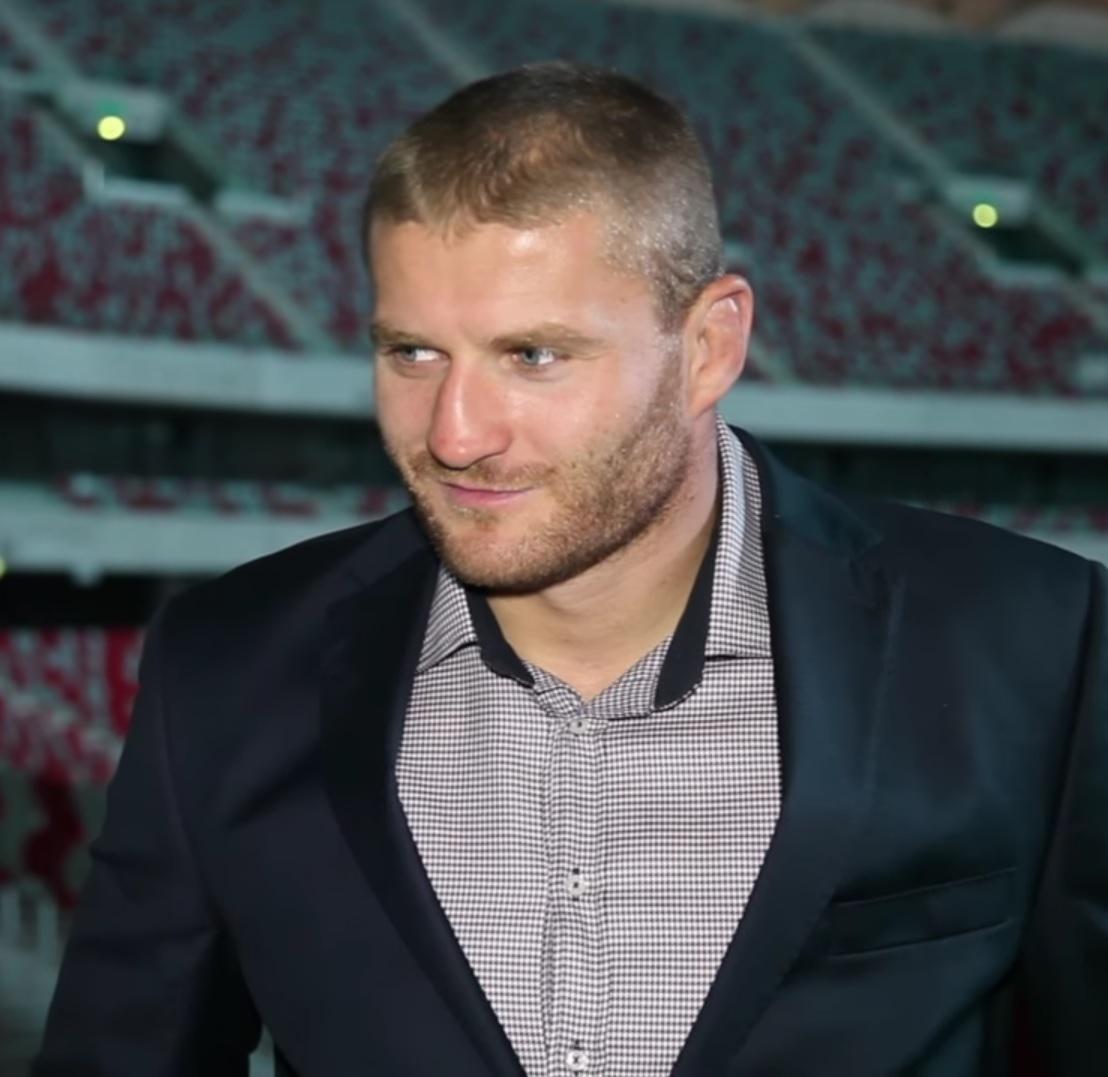
Błachowicz w 2013

26 listopada 2011 roku, podczas KSW 17: Zemsta doszło do rewanżu. Tym razem Błachowicz pokonał Kameruńczyka przez jednogłośną decyzję sędziów i odebrał mu tytuł.
25 lutego 2012 roku na gali KSW 18: Unfinished Sympathy pokonał Mario Mirandę przez jednogłośną decyzję sędziów. Po walce otrzymał bonus finansowy za „walkę wieczoru”.
15 września na gali KSW 20: Symfonia Walki w swojej pierwszej obronie pasa mistrzowskiego pokonał na punkty Amerykanina Houstona Alexandra.
Pierwszą walkę w 2013 roku stoczył 16 marca na gali KSW 22: Czas Dumy broniąc po raz drugi mistrzostwa pokonując Chorwata Gorana Relicia.
Od maja do lipca 2013 roku był krótkotrwale związany kontraktem z World Series of Fighting, amerykańską organizacją założoną przez Raya Sefo. Rywalem Błachowicza miał być Anthony Johnson, jednak ostatecznie do walki tej nie doszło.

### UFC
Pod koniec stycznia 2014 roku ogłosił, że podpisał kontrakt z największą organizacją MMA na świecie, UFC. W swoim debiucie, 4 października 2014 roku na gali UFC Fight Night: Nelson vs. Story w Szwecji zmierzył się z Ilirem Latifim. Błachowicz znokautował swojego rywala w niespełna 2 minuty od rozpoczęcia walki, udanie debiutując w organizacji.
W dwóch następnych walkach przegrał jednak przez jednogłośną decyzję sędziów – najpierw podczas zorganizowanej w Krakowie UFC Fight Night – Gonzaga vs Cro Cop 2 z Brytyjczykiem Jimim Manuwą, a następnie na UFC 191 z Amerykaninem Coreyem Andersonem.
W swojej czwartej walce w oktagonie UFC, którą odbył 10 kwietnia 2016 skrzyżował rękawice z powracającym do organizacji Chorwatem, Igorem Pokrajacem. Zwyciężył jednogłośną decyzją sędziów. 
Następnie, 3 września 2016 stoczył pojedynek z dwukrotnym pretendentem do pasa mistrzowskiego UFC, Alexandrem Gustafssonem. Przegrał jednogłośnie na punkty.
8 kwietnia 2017 na UFC 210 zmierzył się z Patrickiem Cumminsem. Przegrał większościową decyzją sędziów. Dwóch z nich punktowało 29-28 dla Amerykanina, zaś trzeci z nich widział remis 28-28. Pierwotnie miał się zmierzyć już 4 lutego z Ovincem Saint Preux, jednak w okresie sparingowym nabawił się jednak kontuzji prawej dłoni.
Po tej przegranej zanotował zwycięstwa, kolejno z Devinem Clarkiem przez poddanie (21 października 2017), Jaredem Cannonierem (16 grudnia 2017) na punkty, w rewanżu z Jimim Manuwą (17 marca 2018) również na punkty.
15 września 2018 roku na UFC Fight Night 136 w Moskwie zmierzył się z Ukraińcem, Nikitą Kryłowem. Zwyciężył w drugiej rundzie, w której to poddał rywala duszeniem trójkątnym. Zwycięstwo przyniosło mu bonus w kategorii występ wieczoru.
We wrześniu 2018 został sklasyfikowany na 3. miejscu w oficjalnym rankingu UFC wagi półciężkiej. Nigdy wcześniej żaden z polskich męskich reprezentantów nie był notowany tak wysoko w rankingu.
22 marca 2019 otrzymał nagrodę za Heraklesa roku 2018 w kategorii Zawodnik Roku.
23 lutego 2019 zmierzył się w walce wieczoru gali UFC on ESPN+ z Thiago Santosem. Walka z Brazylijczykiem okazała się eliminatorem do walki o pas wagi półciężkiej. Pojedynek rozstrzygnął się na początku trzeciej rundy. Błachowicz nadział się na potworną kontrę Santosa i przegrał przez techniczny nokaut.
Kolejną walkę Polak stoczył z byłym mistrzem UFC (w wadze średniej) Lukiem Rockholdem (podczas gali w Main Eventcie zawalczył mistrz UFC w wadze półciężkiej Jon Jones z Santosem). Polak efektownie znokautował Amerykanina dzięki czemu otrzymał od federacji bonus za występ wieczoru.
16 listopada 2019 w walce wieczoru UFC Fight Night 164 w São Paulo zmierzył się z Ronaldo Souzą. Po wyrównanej walce sędziowie punktowi zdecydowali o niejednogłośnym zwycięstwie Polaka.
24 stycznia 2020 na gali Heraklesy Polskiego MMA 2019, otrzymał ponownie statuetkę w kategorii Zawodnik Roku oraz dodatkowo za Nokaut Roku (na Luke Rockholdzie).
Na UFC Fight Night 167 po prawie pięciu latach stanął przed szansą zrewanżowania się Coreyowi Andersonowi. Zrobił to w wielkim stylu nokautując go prawym sierpowym pierwszej rundzie. Zwycięstwo przyniosło mu czwartą nagrodę bonusową za najlepszy występ wieczoru.

#### Mistrz wagi półciężkiej UFC
27 września 2020 na gali UFC 253 w Abu Zabi przystąpił do walki o tytuł mistrza organizacji UFC w kategorii półciężkiej, mierząc się z Dominickiem Reyesem. Zwyciężył przez techniczny nokaut w drugiej rundzie, stając się nowym mistrzem. Efektowną wygraną nagrodzono bonusem za występ wieczoru.
6 marca 2021 na gali UFC 259 przystąpił do pierwszej obrony pasa mistrzowskiego wagi półciężkiej. Rywalem Błachowicza był niepokonany mistrz wagi średniej – Israel Adesanya. Zwycięstwo po pięciu rundach odniósł jednogłośną decyzją sędziów Jan Błachowicz, który pierwszy raz obronił swój tytuł.
30 października 2021 podczas UFC 267 stracił swój tytuł, na rzecz Brazylijczyka Glovera Teixeiry, który poddał go duszeniem zza pleców w drugiej rundzie walki.

#### Dalsze walki w UFC
Oczekiwano, że 26 marca 2022 roku zawalczy z Aleksandarem Rakiciem w walce wieczoru podczas gali w Columbus, jednak Błachowicz wycofał się z tej walki z powodu kontuzji kręgosłupa w odcinku szyjnym. Pojedynek przeniesiono na 14 maja 2022 roku, na galę w UFC Apex w Las Vegas. Zwyciężył przez techniczny nokaut w trzeciej rundzie, po tym jak Austriak doznał kontuzji kolana.
Podczas gali UFC 282, która odbyła się 10 grudnia 2022 roku w Las Vegas stoczył walkę z Rosjaninem, Magomiedem Ankalajewem. Pojedynek miał być eliminatorem do walki o pas mistrzowski wagi półciężkiej, ale na trzy tygodnie przed galą Jiri Prochazka, który miał bronić tytułu w rewanżowej walce z Gloverem Teixeirą doznał poważnej kontuzji, przez co zdecydował się na honorowe zwakowanie pasa. Teixeira odrzucił propozycję innego rywala i tym samym walka Błachowicza z Ankalajewem została nową walką wieczoru, w której Polak ponownie zawalczył o mistrzowskie trofeum wagi półciężkiej. Starcie zakończyło się niejednogłośnym remisem, w związku z tym nowy mistrz nie został wyłoniony.
W drugiej walce wieczoru gali UFC 291, która odbyła się 29 lipca 2023 zmierzył się z byłym mistrzem wagi średniej UFC, Alexem Pereirą. Wyrównaną walkę przegrał przez niejednogłośną decyzją sędziów (29-28, 28-29, 29-28).
Oczekiwano, że 20 stycznia 2024 na gali UFC 297 dojdzie do jego rewanżu z Aleksandarem Rakiciem, jednak Błachowicz wypadł z tego starcia z powodu kontuzji barków.
Po ponad półtorarocznej przerwie od ostatniej stoczonej walki w kolejnej zawalczył z Carlosem Ulbergiem. Starcie odbyło się 22 marca 2025 w Londynie na gali UFC Fight Night. Po trzech rundach pojedynku prowadzonego w stójce ostatecznie przegrał jednogłośną decyzją sędziów. Po tej porażce Błachowicz spadł z 3 na 5 miejsce w oficjalnym rankingu UFC dywizji półciężkiej.

## Życie prywatne i działalność pozasportowa
Jest bliskim przyjacielem byłego zawodnika UFC Tomasza Drwala, razem trenowali w Throwdown Training Center w San Diego, kiedy ten doznał kontuzji kolana w 2009 roku. Obecnie trenuje w klubie WCA Warszawa w którym trenują tacy zawodnicy jak: Mariusz Pudzianowski, Łukasz Jurkowski, Izuagbe Ugonoh i Daniel Omielańczuk.
Błachowicz potwierdził narodziny syna Jana juniora 15 grudnia 2020 roku. Narzeczoną i zarazem menadżerką zawodnika jest Dorota Jurkowska, siostra zawodnika MMA, Łukasza „Jurasa” Jurkowskiego.
W 2021 roku został ambasadorem gamingowej linii Predator należącej do firmy Acer. Współpraca sportowca z firmą odbywać się będzie pod hasłem „Odnajdź w sobie siłę”. Manager  Acer Polska wspomina, że Błachowicz jest również wielkim miłośnikiem gamingu oraz determinacja i dyscyplina, które sprawdzają się podczas walk w oktagonie, są również gwarancją sukcesu podczas rozgrywki w świecie wirtualnym. W tym samym roku zadebiutował jako aktor, występując w filmie Pitbull Patryka Vegi.
W listopadzie 2023 roku ogłosił rozpoczęcie współpracy z bukmacherską marką Betclic oraz Yummy Diet Catering jako ambasador.
W styczniu 2024 roku ogłosił w programie Dzień Dobry TVN, że weźmie udział w nowym sezonie programu Azja Express.

## Osiągnięcia[80]

### Mieszane sztuki walki
- Konfrontacja Sztuk Walki
  - 2007: KSW Eliminacje – 1. miejsce w turnieju
  - 2008: KSW IX – 1. miejsce w turnieju
  - 2010: KSW XIV – 1. miejsce w turnieju wagi półciężkiej
  - 2011–2014: międzynarodowy mistrz KSW w wadze półciężkiej
- Herakles
  - 2019: Herakles w kategorii Zawodnik Roku 2018
  - 2020: Herakles w kategorii Zawodnik Roku oraz Nokaut Roku 2019 (na Luke Rockholdzie)
  - 2021: Herakles w kategorii Zawodnik Roku 2020
  - 2021: Herakles w Kategorii Zawodnik Roku publiczności 2020
  - 2021: Nagroda Złota Pięść PolishFighters w kategorii zawodnik roku 2020
  - 2023: Herakles w kategorii Zawodnik Roku z 2022 roku[81]
- Ultimate Fighting Championship
  - 2020–2021: Mistrz UFC w wadze półciężkiej

### Boks tajski
- 2006: Puchar Polski – 3. miejsce w kat. 91 kg
- 2007: Mistrzostwa Polski – 1. miejsce w kat. +91 kg
- 2007: Mistrzostwa Świata IFMA – 3. miejsce w kat. 91 kg (klasa B)
- 2008: Mistrzostwa Świata IFMA – 1. miejsce w kat. 91 kg (klasa B)
- 2008: Otwarty Puchar Europy – 1. miejsce w kat. 91 kg (klasa A)

### Grappling
- 2005: Puchar Polski w BJJ – 1. miejsce w kat. +91 kg
- 2005: Mistrzostwa Polski w BJJ – 3. miejsce w kat. open
- 2007: Puchar Polski w BJJ – 1. miejsce w kat. 97 kg
- 2007: Otwarte Mistrzostwa Polski w submission fightingu – 2. miejsce w kat. 99 kg
- 2007: Polska Liga BJJ – 1. miejsce w kat. 98 kg

## Lista zawodowych walk w MMA
| Wynik     | Bilans    | Przeciwnik (bilans przed walką) | Rozstrzygnięcie                             | Runda | Czas | Rozgrywki                                | Data       | Miejsce          | Uwagi                                                                                            |
| --------- | --------- | ------------------------------- | ------------------------------------------- | ----- | ---- | ---------------------------------------- | ---------- | ---------------- | ------------------------------------------------------------------------------------------------ |
| Przegrana | 29-11 (1) | Carlos Ulberg (11-1)            | Decyzja (jednogłośna)                       | 3     | 5:00 | UFC Fight Night: Edwards vs. Brady       | 22.03.2025 | Londyn           | Co-Main Event                                                                                    |
| Przegrana | 29-10-1   | Alex Pereira (7-2)              | Decyzja (niejednogłośna)                    | 3     | 5:00 | UFC 291                                  | 29.07.2023 | Salt Lake City   | Co-Main Event                                                                                    |
| Remis     | 29-9-1    | Magomied Ankalajew (18-1)       | Remis (niejednogłośny)                      | 5     | 5:00 | UFC 282                                  | 10.12.2022 | Las Vegas        | Pojedynek o wakujący pas mistrzowski UFC w wadze półciężkiej. Main Event                         |
| Wygrana   | 29-9      | Aleksandar Rakić (14-2)         | TKO (kontuzja kolana)                       | 3     | 1:11 | UFC Fight Night: Błachowicz vs Rakić     | 14.05.2022 | Las Vegas        | Main Event                                                                                       |
| Przegrana | 28-9      | Glover Teixeira (32-7)          | Poddanie (duszenie zza pleców)              | 2     | 3:02 | UFC 267                                  | 30.10.2021 | Abu Zabi         | Stracił pas mistrzowski UFC w wadze półciężkiej. Main Event                                      |
| Wygrana   | 28-8      | Israel Adesanya (20-0)          | Decyzja (jednogłośna)                       | 5     | 5:00 | UFC 259                                  | 06.03.2021 | Las Vegas        | Obronił pas mistrzowski UFC w wadze półciężkiej. Main Event                                      |
| Wygrana   | 27-8      | Dominick Reyes (12-1)           | TKO (ciosy pięściami)                       | 2     | 4:36 | UFC 253                                  | 27.09.2020 | Abu Zabi         | Zdobył wakujący pas mistrzowski UFC w wadze półciężkiej. Bonus za występ wieczoru. Co-Main Event |
| Wygrana   | 26-8      | Corey Anderson (13-4)           | KO (prawy sierpowy)                         | 1     | 3:08 | UFC on ESPN: Anderson vs. Błachowicz 2   | 15.02.2020 | Rio Rancho       | Bonus za występ wieczoru. Main Event                                                             |
| Wygrana   | 25-8      | Ronaldo Souza (26-7)            | Decyzja (niejednogłośna)                    | 5     | 5:00 | UFC on ESPN: Błachowicz vs. Souza        | 16.11.2019 | São Paulo        | Main Event                                                                                       |
| Wygrana   | 24-8      | Luke Rockhold (16-4)            | KO (lewy sierpowy i ciosy w parterze)       | 2     | 1:39 | UFC 239                                  | 06.07.2019 | Las Vegas        | Bonus za występ wieczoru.                                                                        |
| Przegrana | 23-8      | Thiago Santos (20-6)            | TKO (ciosy pięściami w parterze)            | 3     | 0:39 | UFC on ESPN+ 3: Błachowicz vs. Santos    | 23.02.2019 | Praga            | Main Event                                                                                       |
| Wygrana   | 23-7      | Nikita Kryłow (25-5)            | Poddanie (duszenie trókątne rękoma)         | 2     | 2:41 | UFC Fight Night: Hunt vs. Oleynik        | 15.09.2018 | Moskwa           | Bonus za występ wieczoru. Co-Main Event                                                          |
| Wygrana   | 22-7      | Jimi Manuwa (17-3)              | Decyzja (jednogłośna)                       | 3     | 5:00 | UFC Fight Night: Werdum vs. Volkov       | 17.03.2018 | Londyn           | Bonus za walkę wieczoru. Co-Main Event                                                           |
| Wygrana   | 21-7      | Jared Cannonier (10-2)          | Decyzja (jednogłośna)                       | 3     | 5:00 | UFC on Fox: Lawler vs. dos Anjos         | 16.12.2017 | Winnipeg         |                                                                                                  |
| Wygrana   | 20-7      | Devin Clark (8-1)               | Poddanie (duszenie zza pleców)              | 2     | 3:02 | UFC Fight Night: Cerrone vs. Till        | 21.10.2017 | Gdańsk           | Bonus za poddanie wieczoru.                                                                      |
| Przegrana | 19-7      | Patrick Cummins (8-4)           | Decyzja (większościowa)                     | 3     | 5:00 | UFC 210                                  | 08.04.2017 | Buffalo          |                                                                                                  |
| Przegrana | 19-6      | Alexander Gustafsson (16-4)     | Decyzja (jednogłośna)                       | 3     | 5:00 | UFC Fight Night: Arlovski vs Barnett     | 03.09.2016 | Hamburg          | Co-Main Event                                                                                    |
| Wygrana   | 19-5      | Igor Pokrajac (28-12)           | Decyzja (jednogłośna)                       | 3     | 5:00 | UFC Fight Night: Rothwell vs. dos Santos | 10.04.2016 | Zagrzeb          |                                                                                                  |
| Przegrana | 18-5      | Corey Anderson (5-1)            | Decyzja (jednogłośna)                       | 3     | 5:00 | UFC 191                                  | 05.09.2015 | Las Vegas        |                                                                                                  |
| Przegrana | 18-4      | Jimi Manuwa (14-1)              | Decyzja (jednogłośna)                       | 3     | 5:00 | UFC Fight Night: Gonzaga vs Cro Cop 2    | 11.04.2015 | Kraków           | Co-Main Event                                                                                    |
| Wygrana   | 18-3      | Ilir Latifi (9-3)               | TKO (kopnięcie na korpus i ciosy pięściami) | 1     | 1:58 | UFC Fight Night: Nelson vs. Story        | 04.10.2014 | Sztokholm        | Debiut w UFC.                                                                                    |
| Wygrana   | 17-3      | Goran Reljić (11-3)             | Decyzja (jednogłośna)                       | 3     | 5:00 | KSW 22: Czas Dumy                        | 16.03.2013 | Warszawa         | Obronił pas mistrzowski KSW w wadze półciężkiej. Bonus za walkę wieczoru. Main Event             |
| Wygrana   | 16-3      | Houston Alexander (13-8)        | Decyzja (jednogłośna)                       | 3     | 5:00 | KSW 20: Symfonia Walki                   | 15.09.2012 | Gdańsk           | Obronił pas mistrzowski KSW w wadze półciężkiej. Co-Main Event                                   |
| Wygrana   | 15-3      | Mario Miranda (13-3)            | Decyzja (jednogłośna)                       | 3     | 5:00 | KSW 18: Unfinished Sympathy              | 25.02.2012 | Płock            | Bonus za walkę wieczoru. Co-Main Event                                                           |
| Wygrana   | 14-3      | Rameau Thierry Sokoudjou (12-9) | Decyzja (jednogłośna)                       | 3     | 5:00 | KSW 17: Zemsta                           | 26.11.2011 | Łódź             | Zdobył międzynarodowe mistrzostwo KSW w wadze półciężkiej. Bonus za walkę wieczoru.              |
| Wygrana   | 13-3      | Toni Valtonen (25-10)           | Poddanie (duszenie zza pleców)              | 2     | 1:32 | KSW 16: Khalidov vs. Lindland            | 21.05.2011 | Gdańsk           |                                                                                                  |
| Przegrana | 12-3      | Rameau Thierry Sokoudjou (10-8) | TKO (niezdolność do walki)                  | 2     | 5:00 | KSW 15: Współcześni Gladiatorzy          | 19.03.2011 | Warszawa         | Walka o międzynarodowe mistrzostwo KSW w wadze półciężkiej. Co-Main Event                        |
| Wygrana   | 12-2      | Daniel Tabera (16-2-3)          | TKO (poddanie przez narożnik)               | 2     | 4:20 | KSW 14: Dzień Sądu                       | 24.09.2010 | Łódź             | Finał turnieju KSW w wadze półciężkiej.                                                          |
| Wygrana   | 11-2      | Nikołaj Onikienko (18-14)       | Poddanie (duszenie zza pleców)              | 2     | 2:32 | World Absolute FC                        | 24.06.2010 | Czeboksary       |                                                                                                  |
| Wygrana   | 10-2      | Wojciech Orłowski (2-2)         | Poddanie (duszenie zza pleców)              | 1     | 1:37 | KSW 13: Kumite                           | 07.05.2010 | Katowice         | Półfinał turnieju KSW w wadze półciężkiej.                                                       |
| Wygrana   | 9-2       | Julio Cesar Deline (6-0)        | KO (prawy sierpowy)                         | 1     | 3:40 | KSW 13: Kumite                           | 07.05.2010 | Katowice         | Ćwierćfinał turnieju KSW w wadze półciężkiej.                                                    |
| Wygrana   | 8-2       | Maro Perak (12-0-1)             | Poddanie (duszenie zza pleców)              | 2     | 1:51 | KSW 10: Dekalog                          | 12.12.2008 | Warszawa         |                                                                                                  |
| Wygrana   | 7-2       | Christian M’Pumbu (10-1)        | Poddanie (dźwignia prosta na staw łokciowy) | 2     | 3:12 | KSW Extra                                | 13.09.2008 | Dąbrowa Górnicza |                                                                                                  |
| Wygrana   | 6-2       | Aziz Karaoglu (5-3)             | Poddanie (dźwignia prosta na staw łokciowy) | 1     | 4:13 | KSW 9                                    | 08.05.2008 | Warszawa         | Finał turnieju.                                                                                  |
| Wygrana   | 5-2       | Antoni Chmielewski (15-2)       | Poddanie (duszenie trójkątne)               | 2     | 2:54 | KSW 9                                    | 08.05.2008 | Warszawa         | Półfinał turnieju.                                                                               |
| Wygrana   | 4-2       | Martin Zawada (18-6)            | Decyzja (jednogłośna)                       | 2     | 5:00 | KSW 9                                    | 08.05.2008 | Warszawa         | Ćwierćfinał turnieju.                                                                            |
| Przegrana | 3-2       | Andre Fyeet (2-9)               | Poddanie (kimura)                           | 1     | 1:57 | KSW 8                                    | 10.11.2007 | Warszawa         |                                                                                                  |
| Wygrana   | 3-1       | Daniel Dowda (1-0)              | TKO (ciosy pięściami)                       | 1     | 1:35 | KSW Eliminacje                           | 15.09.2007 | Wrocław          | Finał turnieju.                                                                                  |
| Wygrana   | 2-1       | Paweł Gasiński (0-0)            | TKO (ciosy pięściami)                       | 1     | 2:36 | KSW Eliminacje                           | 15.09.2007 | Wrocław          | Półfinał turnieju.                                                                               |
| Wygrana   | 1-1       | Sebastian Olchawa (0-1-1)       | Decyzja (jednogłośna)                       | 2     | 5:00 | KSW Eliminacje                           | 15.09.2007 | Wrocław          | Debiut w KSW. Ćwierćfinał turnieju.                                                              |
| Przegrana | 0-1       | Marcin Krysztofiak (0-0)        | Decyzja (jednogłośna)                       | 2     | 5:00 | Full Contact Prestige 3                  | 25.02.2007 | Poznań           | Debiut w MMA.                                                                                    |